# Горобчук Анатолій Петрович
Анатолій Петрович Горобчук — краєзнавець, член Національної спілки краєзнавців України; автор інтернет-проєкту «Пам'ятки і пам'ятні місця історії та культури Бердичівщини»; співавтор проєкту «Бердичів із висоти»; автор вебсайту «Мій Бердичів» та «Маркуші».

## Біографічні відомості
Анатолій Горобчук народився 9 березня 1970 року в місті Бердичеві в робітничій родині. Батьки родом із села Бердичівського району, переїхавши у місто, все життя пропрацювали на шкірзаводі. Брат Анатолія — Володимир Горобчук працює на ПрАТ «Фірма “Беверс”» машинобудівником. Анатолій навчався у загальноосвітній школі № 1, захоплювався радіотехнікою, що пізніше переросло у професійну діяльність. Він закінчив Вінницький політехнічний інститут (на сьогодні — Вінницький національний технічний університет) за спеціальністю «Радіотехніка» і декілька років працював інженером на машинобудівному заводі «Комсомолець» (згодом — ВАТ «Беверс», ПрАТ «Фірма „Беверс“»).
У 1995-му перейшов на роботу до районного вузла електрозв'язку «Бердичіврайтелеком». Через рік став заступником директора. З того часу відбулося чимало реорганізаційних процесів і, відповідно, змін у назві. Нині Анатолій Горобчук є начальником станційно-лінійної дільниці № 1 — одного зі структурних підрозділів Житомирської філії ПАТ «Укртелеком»[недоступне посилання з липня 2019], що обслуговує телекомунікаційні мережі міста та району.
З 2018 року працює в редакції міськрайонної газети «Земля Бердичівська».

## Сім'я
Дружина Алла, яка працює медичною сестрою, і два сини: Ярослав — студент, та Олег — закінчив Вінницький національний технічний університет.

## Захоплення
Радіотехніка залишилась улюбленим заняттям Анатолія: дотепер він із задоволенням паяє, свердлить, складає, регулює і настроює, мудруючи над апаратурою.

На початку 2000-х років Анатолій Горобчук захопився краєзнавством. На початку краєзнавчої дослідницької діяльності було фото.
Скоріше все відбувалося паралельно: захоплення художньою фотографією та історичне дослідництво. У 2003-му я познайомився з краєзнавцем Василем Котовим, який займався вивченням історії Бердичівщини. У 2008-му засновували фотоклуб «БердичевЪ», ініціатором його створення і першим керівником став Валерій Мельников, член Національної спілки фотохудожників України, у витоків фотоклубу стояв і Василь Котов. Якось, збираючи історичні матеріали, наштовхнувся на його краєзнавчу добірку й зацікавився. Познайомилися, почали працювати спільно, і до цього часу діємо разом. Я більше займаюся публікаціями, а Василь Васильович — програмним забезпеченням, розробкою і супроводом сайту «Мій Бердичів» і не лише…
— розповідає Анатолій Петрович.

## Нагороди
2016 рік — нагороджений першою премією Житомирської обласної ради за видання книг краєзнавчого напрямку.

## Видання
- 2012 рік — «Бердичів. Історія міста від заснування до сьогодення [Архівовано 5 липня 2017 у Wayback Machine.] (історико-краєзнавчий нарис)»
- 2013 рік — «Єврейські святині Бердичева» [Архівовано 25 березня 2018 у Wayback Machine.][2]
- 2016 рік — «Бердичів. Історія міста від заснування до сьогодення. Фотоподорож з минулого у сучасність. Видання друге, уточнене та розширене (історико-краєзнавчий нарис)»[3]
- 2018 рік — «Мій Бердичів в історичних нарисах», випуск 1[4] та випуск 2.
- 2019 рік — «Мій Бердичів в історичних нарисах», випуск 3.

## Праці
- «Бердичів. Історія міста від заснування до сьогодення (історико-краєзнавчий нарис)». — Житомир, ПП «Рута», 2012. — 232 с., іл.
- «Еврейские святыни Бердичева. Экскурс в прошлое, рассказ о настоящем». На рос.мов. — Житомир, ПП «Рута», 2013. — 120 с. ил.
- «Бердичів. Історія міста від заснування до сьогодення. Фотоподорож з минулого у сучасність. Видання друге, уточнене та розширене (історико-краєзнавчий нарис)». — Житомир, ПП «Рута», 2016. — 320 с., іл.
- «Мій Бердичів в історичних нарисах. Вип.1» — Бердичів, ФОП Мельник М. В., 2018 — 75 с. іл.

## Електронні джерела
- http://berdychiv.in.ua/ [Архівовано 25 березня 2018 у Wayback Machine.] — Вебсайт «Мій Бердичів»
- http://markushi.berdychiv.in.ua/ [Архівовано 24 березня 2018 у Wayback Machine.] — Вебсайт «Маркуші»